# André Sapir

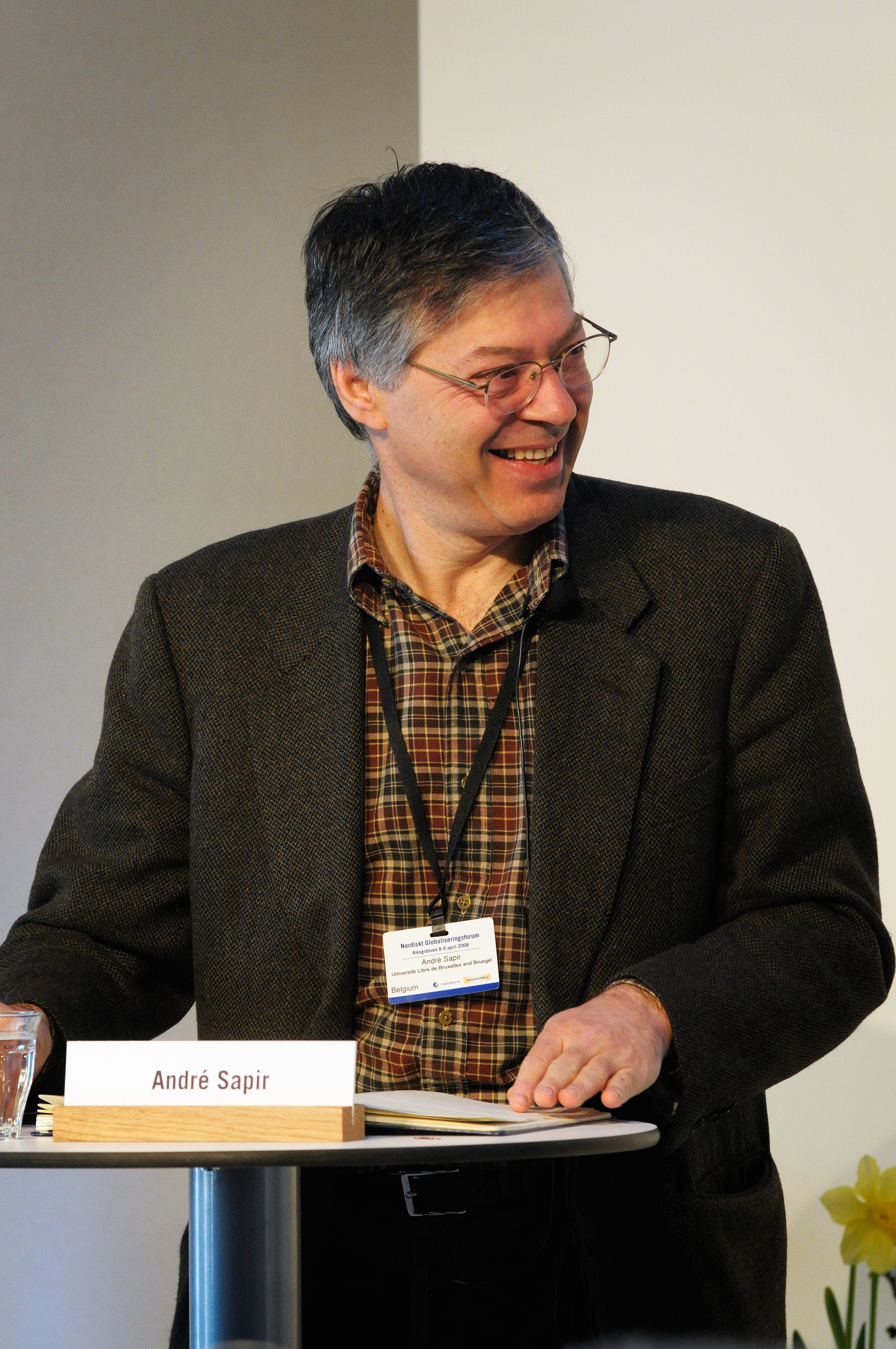
André Sapir

André Sapir (* 13. Juni 1950) ist ein belgischer Wirtschaftswissenschaftler, Professor an ECARES, der Freien Universität Brüssel, Senior-Forschungsmitarbeiter bei BRUEGEL und am Centre for Economic Policy Research (CEPR). Er gehört dem wirtschaftspolitischen Beraterstab der Europäischen Kommission an; von 2001 bis 2004 war er Berater der Europäischen Kommission unter Romano Prodi.

## Studium
B.A., Economics, Université Libre de Bruxelles, 1972. M.A., Econometrics, Université Libre de Bruxelles, 1973. Ph.D., Economics, The Johns Hopkins University, Baltimore (USA), 1977.

## Veröffentlichungen
- An Agenda for a Growing Europe: The Sapir Report, Oxford University Press, Oxford, 2004 (co-authored with Philippe Aghion, Giuseppe Bertola, Martin Hellwig, Jean Pisani-Ferry, Dariusz Rosati, José Viñals, Helen Wallace and Marco Buti, Mario Nava, Peter M. Smith). Italian translation published by Societa editrice Il Mulino, Bologna, 2004.

Sapir ist weiterhin Mitglied des Redaktionskomitees der World Trade Review.